# Spyware Doctor
Spyware Doctor — одна из утилит, обеспечивающих защиту персонального компьютера в реальном времени от воздействия шпионских модулей, троянов, рекламы и других опасностей.
Spyware Doctor имеет расширенную систему сканирования и хорошую собственную защищённость. Некоторые программы, равно как и веб-страницы, содержат шпионские модули, которые, попадая в компьютер, собирают конфиденциальную информацию и отправляют её по заданному адресу. Spyware Doctor обнаруживает и пресекает появление таких программ на компьютере. Он распознаёт известные шпионские модули и не даёт им загрузиться и запуститься на ПК. Кроме всего прочего, программа способна чистить систему от временных файлов и следить за тем, чтобы стартовая страничка браузера пользователя оставалась неизменной.
Утилита получала награду Editors' Choice и другие лестные отзывы от различных компьютерных изданий в нескольких странах.

## Особенности
Spyware Doctor обеспечивает защиту ПК тремя путями:
- Постоянная защита в реальном времени.
- Режим сканирования Intelli-Scan.
- Использование метода эвристического сканирования (что позволяет бороться с неизвестными вирусами и программами — шпионами).

## Закрытие проекта
С 18 мая 2013 года данный программный продукт более не поддерживается, а новые версии не выходят.